# Skarnes
Skarnes este o localitate situată în partea de sud a Norvegiei, în comuna Sør-Odal din provincia Innlandet, pe malul râului Glåma. Este localitatea de reședință a comunei, cu o suprafață de 2,33 km² și o populație de 2.557 locuitori (2021). Până la data de 1.1.2020 a aparținut provinciei Hedmark. Stație de cale ferată, construită în anul 1862, pe linia Kongsvinger (Kongsvingerbanen). Clădirea administrației comunale a fost construită în 2010. Skarnes cuprinde 3 părți și anume: Skarnes (propriu-zis), situat pe un promontoriu pe malul estic al râului, Tronbøl, la sud de Skarnes și Korsmo, pe malul vestic al râului vis-à-vis de Skarnes. Majoritatea activităților cu caracter comercial sunt localizate în Skarnes, în timp ce Tronbøl înregistrează cel mai mare număr de locuitori dintre cele trei părți componente ale localității.